# Marek Czachor
Marek Karol Czachor (ur. 30 marca 1960 w Słupsku) – polski naukowiec, profesor nauk fizycznych ze specjalnością fizyka teoretyczna na Wydziale Fizyki Technicznej i Matematyki Stosowanej Politechniki Gdańskiej. Syn Ewy Kubasiewicz.

## Życiorys
Absolwent Uniwersytetu Gdańskiego, w 1980 roku współzałożyciel Niezależnego Zrzeszenia Studentów Polskich na Uniwersytecie Gdańskim, od jesieni 1980 roku współpracownik Niezależnego Zrzeszenia Studentów, działacz opozycji demokratycznej w PRL, członek Solidarności Walczącej. Represjonowany za działalność opozycyjną, wielokrotnie aresztowany, w 1982 roku więziony w Zakładzie Karnym Koronowo i Zakładzie Karnym Potulice.

## Praca zawodowa
W 1994 roku obronił doktorat z fizyki (rozprawa doktorska Aspects of Nonlinear Quantum Mechanics), po czym wyjechał na stypendium Fulbrighta do Massachusetts Institute of Technology. W 2000 roku uzyskał stopień doktora habilitowanego (rozprawa habilitacyjna Uogólnione równania von Neumanna), w 2004 roku został zatrudniony na stanowisku profesora nadzwyczajnego Politechniki Gdańskiej. W 2011 mianowany profesorem nauk fizycznych. Został członkiem komitetu naukowego I Konferencji Smoleńskiej z 2012, zajmującej się okolicznościami katastrofy samolotu Tu-154 w Smoleńsku z 10 kwietnia 2010. Zrezygnował 8 grudnia 2013 z powodu braku możliwości podjęcia dyskusji merytorycznej.

## Odznaczenia
15 czerwca 2007 roku Prezydent RP Lech Kaczyński odznaczył go Krzyżem Oficerskim Orderu Odrodzenia Polski za wybitne zasługi w działalności na rzecz przemian demokratycznych w Polsce, za osiągnięcia w podejmowanej z pożytkiem dla kraju pracy zawodowej i społecznej. W 2015 roku otrzymał Krzyż Wolności i Solidarności.